# Hattem

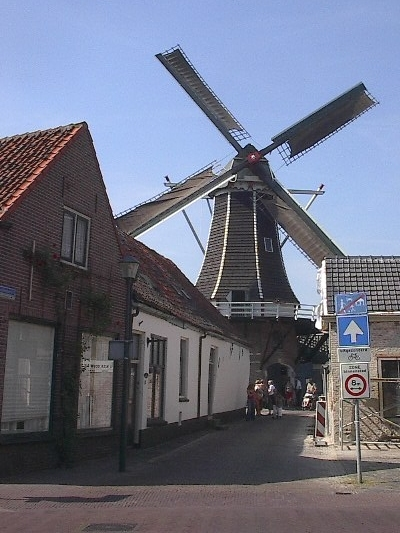
Il mulino de Fortuin ad Hattem

Hattem  è una municipalità dei Paesi Bassi di 11 797 abitanti situata nella provincia della Gheldria.